# Setantii
Setantii (đôi khi được đọc là Segantii) là một người Anh thời tiền La Mã có thể sống ở vùng duyên hải phía tây và phía nam của Lancashire ở Anh. Người ta cho rằng có khả năng họ là một bộ tộc hoặc tiểu bộ tộc của Brigantes, vào thời điểm La Mã xâm chiếm, đã thống trị phần lớn những gì ngày nay là miền bắc nước Anh.

## Lý lịch

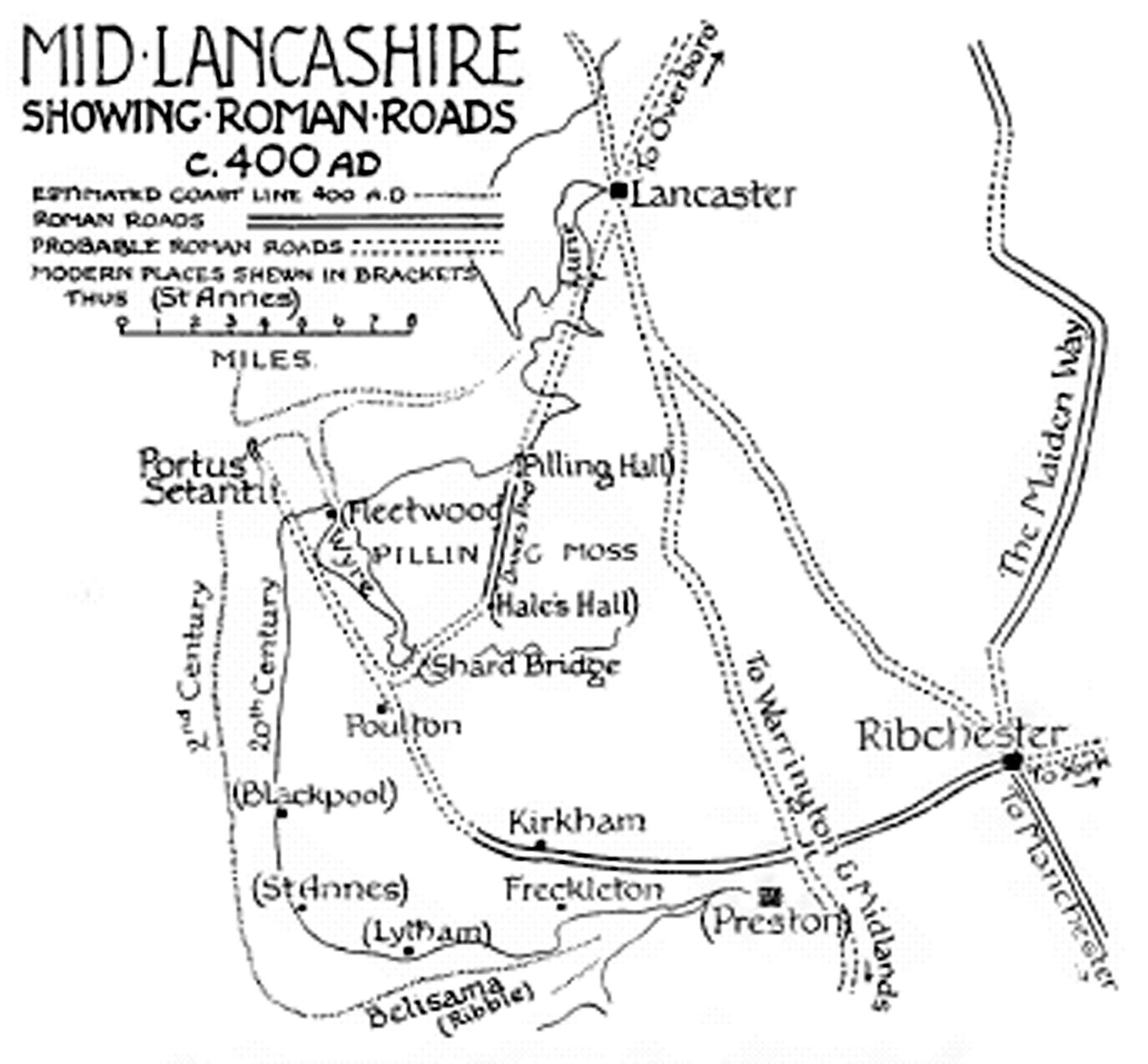
Tái thiết các con đường La Mã ở giữa Lancashire khoảng 400AD cho thấy vị trí có thể của Portus Setantiorum hoặc Portus Setantii

Tên Setantii chỉ được biết đến từ một nguồn duy nhất, Geographia thế kỷ thứ hai của Ptolemy. Ghi lại ở đó là tên giả Portus Setantiorum (Cổng của Setantii). Vị trí chính xác của nó vẫn chưa được biết mặc dù nhiều đề xuất đã được đưa ra, bao gồm cả khả năng nó đã bị mất trên biển. Cũng được ghi lại bởi Ptolemy là hydronym Seteia, được giả định bởi vị trí của nó trong văn bản của mình để đề cập đến River Mersey.

## Liên kết đến những huyền thoại Celtic sau này
Ngài John Rhys đã liên kết tên của Setantii với Seithenyn, một nhân vật trong thần thoại xứ Wales. Seithenyn là một hoàng tử có trách nhiệm đối với hệ thống phòng thủ trên biển của Cantre'r Gwaelod. Một đêm say sưa bỏ bê nhiệm vụ của mình, biển tràn ngập vương quốc và nó chìm xuống dưới Vịnh Cardigan. Rhys lưu ý những điểm tương đồng giữa Setantii, Seithenyn, Irish Thunderanta Beg và các huyền thoại Breton xung quanh "Enez-Sizun" và Thành phố đã mất của Ys.
Rhys đã khẳng định rằng, mặc dù tên là Brythonic có nguồn gốc, nhưng âm thanh của các truyền thuyết sau này không còn nghi ngờ gì nữa rằng "chúng ta có những cái tên xa xôi này về một câu chuyện ngập lụt, từng có mặt rộng rãi ở cả người Anh (Anh và Brittany) và có lẽ ở Ai Len". Mặc dù ông thừa nhận rằng ông không biết về bất kỳ truyền thuyết tương tự nào trên bờ biển Lancashire (chẳng hạn như sự ngập lụt của Portus Setantiorum), Rhys đã liên kết tất cả các truyền thuyết sau này trở lại Setantii của Lancashire.